# Mount Searle
Mount Searle ist ein nach britischen Angaben rund 537 m (bzw. 1761 Fuß) hoher Berg auf Horseshoe Island vor der Fallières-Küste des Grahamlands auf der Antarktischen Halbinsel. Er ragt zwischen der Sally Cove und der Gaul Cove auf.
Das UK Antarctic Place-Names Committee benannte ihn im Jahr 1959 nach dem britischen Geographen Derek Searle (1928–2003), der diesen Berg für den Falkland Islands Dependencies Survey während seines Aufenthalts auf Horseshoe Island zwischen 1955 und 1956 vermessen hatte.